# Résolution 45 du Conseil de sécurité des Nations unies
Membres permanents
- Chine
- États-Unis
- France
- Royaume-Uni
- URSS

Membres non permanents
- Argentine
- Belgique
- Canada
- Colombie
- Syrie
- RSS d'Ukraine

Résolution no 44 Résolution no 46
La résolution 45 est une résolution du Conseil de sécurité de l'ONU qui a été votée le 10 avril 1948 concernant l'Union birmane et qui recommande à l'Assemblée générale des Nations unies d'admettre ce pays comme nouveau membre.
L'abstention est celle de l'Argentine.

## Texte
- Résolution 45 Sur fr.wikisource.org
- Résolution 45 Sur en.wikisource.org